# Ozarkia
Genre
Ozarkia est un genre d'araignées aranéomorphes de la famille des Leptonetidae.

## Distribution
Les espèces de ce genre sont endémiques des États-Unis.

## Liste des espèces
Selon World Spider Catalog (version 14.5, 2014) :
- Ozarkia alabama (Gertsch, 1974)
- Ozarkia apachea (Gertsch, 1974)
- Ozarkia archeri (Gertsch, 1974)
- Ozarkia arkansa (Gertsch, 1974)
- Ozarkia blanda (Gertsch, 1974)
- Ozarkia georgia (Gertsch, 1974)
- Ozarkia iviei (Gertsch, 1974)
- Ozarkia novaegalleciae (Brignoli, 1979)
- Ozarkia serena (Gertsch, 1974)

## Publication originale
- Ledford, Paquin, Cokendolpher, Campbell & Griswold, 2011 : Systematics of the spider genus Neoleptoneta Brignoli, 1972 (Araneae : Leptonetidae) with a discussion of the morphology and relationships for the North American Leptonetidae. Invertebrate systematics, vol. 25, no 4, p. 334-388 (texte intégral).